# Masdevallia saltatrix
Masdevallia saltatrix är en orkidéart som beskrevs av Heinrich Gustav Reichenbach. Masdevallia saltatrix ingår i släktet Masdevallia och familjen orkidéer. Inga underarter finns listade i Catalogue of Life.